# Џеферсонвил (Вермонт)
Џеферсонвил (енгл. Jeffersonville) град је у америчкој савезној држави Вермонт.

## Демографија
По попису из 2010. године број становника је 729, што је 161 (28,3%) становника више него 2000. године.
| Група             | 2000.       | 2010.       |
| Белци             | 553 (97,4%) | 703 (96,4%) |
| Афроамериканци    | 0 (0,0%)    | 4 (0,5%)    |
| Азијати           | 0 (0,0%)    | 3 (0,4%)    |
| Хиспаноамериканци | 5 (0,9%)    | 3 (0,4%)    |
| Укупно            | 568         | 729         |